# Аткары-Коджанки
Аткары́-Коджанки́ (укр. Аткари-Коджанкі, крымскотат. Atqarı Qocañki, Аткъары Къоджанъки) — исчезнувшее село в Ленинском районе Республики Крым, располагавшееся на юге района и Керченского полуострова, примерно в 6,5 км к востоку от современного села Вулкановка.

## История
Первое документальное упоминание села встречается в Камеральном Описании Крыма… 1784 года, судя по которому, в последний период Крымского ханства Аткар-Котжи входил в Орта Керченский кадылык Кефинского каймаканства. После присоединения Крыма к России (8) 19 апреля 1783 года, (8) 19 февраля 1784 года, именным указом Екатерины II сенату, на территории бывшего Крымского Ханства была образована Таврическая область и деревня была приписана к Левкопольскому, а после ликвидации в 1787 году Левкопольского — к Феодосийскому уезду Таврической области. После Павловских реформ, с 1796 по 1802 год, входила в Акмечетский уезд Новороссийской губернии. По новому административному делению, после создания 8 (20) октября 1802 года Таврической губернии, Откары-Коджанки был включён в состав Кадыкелечинской волости Феодосийского уезда.
По Ведомости о числе селений, названиях оных, в них дворов… состоящих в Феодосийском уезде от 14 октября 1805 года , в деревне Откары-Коджанки числилось 8 дворов и 91 житель. На военно-топографической карте генерал-майора Мухина 1817 года деревня Азганакачанки обозначена с 7 дворами. После реформы волостного деления 1829 года Откары Коджанна, согласно «Ведомости о казённых волостях Таврической губернии 1829 года», отнесли к Чалтемирской волости (переименованной из Кадыкелечинской). На карте 1836 года в деревне 6 дворов, а на карте 1842 года Актары Коджалки обозначен условным знаком «малая деревня», то есть, менее 5 дворов.
В туде профессора А. Н. Козловского «Сведения о количестве и качестве воды в селениях, деревнях и колониях Таврической губернии» селение Аткары-Коджалки упомянуто, как включённое, после земской реформы Александра II 1860-х годов, в состав Сарайминской волости. В том же труде о водообеспечении деревни указано, что в селении «имеется хорошая пресная вода» в колодцах глубиной 1—5 саженей (от 2 до 10 м). Также имелись ауты, которые с наступлением лета высыхали (Аут — небольшой пруд в степном Крыму, наполнявшийся дождевой и талой водой). Уже в «Списке населённых мест Таврической губернии по сведениям 1864 года» Аткары-Коджалки среди жилых не записаны.
Ещё раз поселение встречается в «…Памятной книжке Таврической губернии на 1892 год», согласно которой в безземельной деревне Аткары-Коджалки Петровской волости, не входившей ни в одно сельское общество, жителей и домохозяйств не числилось. В дальнейшем в доступных источниках не встречается.